# FC Iranjavan Bushehr
El Football Club Iranjavan Bushehr es un equipo de fútbol profesional iraní que actualmente juega en la Segunda División de Irán. Está establecido en Bushehr y fue fundado en 1948.

## Historia
El equipo empezó a formarse en 1942 aunque no se fundó hasta 1948 en Bushehr convirtiéndose en uno de los clubes más antiguos de la provincia. El club compitió en las ligas provinciales durante los años noventa. No fue hasta la temporada 2004/05 que ascendió a la Liga Azadegan, el segundo nivel de la liga iraní.

## Entrenadores
- Nasser Ebrahimi (2008–09)
- Abdolrahim Khorazmi (2009–10)
- Asghar Sharafi (2010–11)
- Mohammad Abbasi (2011)
- Abdolrahim Kharazmi (2011–12)
- Ahmad Sanjari (2012–13)
- Zoran Smilevski (2013)
- Gholamreza Delgarm (2013–15 )
- Saeed Moftakhar (2015–16)
- Abdolrahim Khormozi (2016)
- Abdolhossein Gholamrezazadeh (2016-)